# Byfoged
Byfogeden var oprindelig kongens mand i lokalsamfundet, kendt fra 1400-tallet. 
I 1500-tallet blev han leder af bytinget og begyndte at fungere som dommer.
I 1600-tallet var det (i købstæderne) magistraten og byfogeden, der i fællesskab varetog administration og retsudøvelse. 
Det var i reglen en respekteret borger af købmandsstanden, der varetog embedet, og han var tit medlem af magistraten, både før og efter tiden som foged.
Efterhånden samles de fleste af byens administrative funktioner i embedet, og han bliver i løbet af 1700-tallet den første professionelle embedsmand i lokalsamfundet.
Det var mange og forskelligartede funktioner, han kom til at varetage: Han var dommer i både byting og fogedret, han var auktionsholder, varetog boskifte og tinglysningsvæsen, og fra 1701 fungerede han som politimester og i mange tilfælde også som både magistrat og byrådsformand.
I 1736 kom en forordning om, at dommere skulle gennemgå en juridisk eksamination, men det slog kun langsomt igennem, idet kongen ofte valgte efter indstilling fra stiftamtmanden, som ofte tog lokale hensyn.
Det var også stiftamtmanden, der havde tilsyn med underretterne.
Før 1919 var herredsfogeden både politimester og dommer. Hvis der var en købstad i retskredsen, så var i tiden 1868-1919 herredsfogeden også kongevalgt borgmester for staden. I denne periode varetog herredsfogeden altså de funktioner, som byfogeden tidligere havde haft.